# Miki, Kagawa
Miki (japanska: 三木町?, Miki-chō) är en landskommun (köping) i Kagawa prefektur i Japan. 